# Pterinochilus alluaudi
Pterinochilus alluaudi är en spindelart som beskrevs av Lucien Berland 1914. Pterinochilus alluaudi ingår i släktet Pterinochilus och familjen fågelspindlar.
Artens utbredningsområde är Kenya. Inga underarter finns listade i Catalogue of Life.